# Alpes-Maritimes
Alpes-Maritimes (okcitansko/provansalsko Aups Maritims, italijansko: Alpi Marittime; lit. 'Primorske Alpe') je francoski departma, ki leži na jugovzhodnem kotu države, ob italijanski meji in sredozemski obali. Del regije Provansa-Alpe-Azurna obala obsega francosko riviero poleg sosednjega Vara. Alpes-Maritimes je imelo leta 2019 1.094.283 prebivalcev. Njegova prefektura (in največje mesto) je Nica, Grasse pa je edina občina.
Območje Alpes-Maritimes je v zadnjih desetletjih postalo ena najbolj privlačnih turističnih destinacij na svetu, saj vključuje znana mesta in kraje, kot so Nica, Grasse, Cannes, Antibes, Menton, Èze, Roquebrune-Cap-Martin in Sainte-Agnès, ter številne alpska smučišča.  Prav tako v celoti obdaja kneževino Monako. Prebivalci departmaja se imenujejo Maralpinci (moški rod) ali Maralpinci (ženski rod), pogosteje pa se imenujejo Azuréens; zastava in grb sta zastava in grb mesta Nica. Kar zadeva politiko, je Alpes-Maritimes eden najbolj desnih francoskih departmajev, saj ima večina pod vodstvom republikancev v svetu departmaja vse razen dveh od 54 sedežev po volitvah leta 2021.

## Geografija

### Pregled
Departma Alpes-Maritimes obkrožajo departmaji Var na jugozahodu, Alpes-de-Haute-Provence na severozahodu; Italija na severu in vzhodu in Sredozemsko morje na jugu. Na zahodu, severu in vzhodu obdaja kneževino Monako.
Njegova topografija je zelo mešana. Kot že ime pove, je večina departmaja sestavni del celotne topografske Alpe – vključno z Primorskimi Alpami –, vendar se odlikuje tudi po tem, da ima obalno območje s sredozemsko obalo. Obalno območje, urbanizirano in gosto poseljeno (osenčeno z rdečo na zemljevidu), vključuje vsa mesta v skoraj neprekinjenem somestju od Cannesa do Mentona, medtem ko je večje, a redko poseljeno gorsko območje (svetlo zeleno) v celoti podeželsko z izjemo treh velikih letovišč Valberg (ustanovljeno leta 1936), Auron (ustanovljeno leta 1937) in Isola 2000 (ustanovljeno leta 1971).

### Vrhovi in prelazi
Najvišja točka departmaja je Cime du Gélas (3143 metrov) na francosko-italijanski meji, ki obvladuje Vallée des Merveilles bolj vzhodno. Vrh Monte Argentera je višji na 3297 metrih nadmorske višine, vendar je v Italiji. Obstaja tudi gora Mounier (2817 metrov), ki prevladuje južno od prostranega Dôme de Barrot, sestavljena iz več kot 900 metrov debele gmote rdečih blatnikov, ki so globoko vrezani v soteski Daluis in Cians. Razen pozimi štirje prelazi omogočajo prehod severno od masiva Mercantour-Argentera, katerega mogočna 62-kilometrska pregrada je prekrita z zimskim snegom, ki je viden z obale. Z zahoda Route des Grandes Alpes najprej vstopi na prelaz Cayolle (2326 metrov) na poti do Alp in izvirov Vara v občini Entraunes. Nato pot sledi Col de la Bonette – najvišjemu prelazu v Evropi z 2715 metri – da se poveže z dolino Tinée in nato Ubaye. Nadalje proti vzhodu Col de la Lombarde (2350 metrov) nad Isolo 2000 omogoča dostop do svetišča Saint-Anne de Vinadio v Italiji. Končno se na svojem vzhodnem koncu Col de Tende (1871 metrov) povezuje s Cuneom v Italiji.

### Pokrajina in gozdna vegetacija
Edina regija v Alpah blizu Nice ima stopnjo pogozdenosti 60,9 %, nekoliko več od povprečja departmaja in precej nad povprečjem 39,4 % za regijo Provansa-Alpe-Azurna obala.
Reke po abecednem vrstnem redu so:
- Aigue Blanche
- Barlatte
- Bassera
- Bendola
- Bévéra
- Borrigo
- Bourdous
- Bouyon
- Brague
- Braisse
- Braus
- Cagne
- Caramagne
- Carei
- Castérine
- Chalvagne
- Cians
- Cianavelle
- Clans
- Coulomb
- Estéron
- Faye
- Fontanalba
- Gorbio
- Gordolasque
- Guercha
- Lévensa or Levenza
- Loup
- Lubiane
- Maglia
- Magnan
- Malvan
- Mayola
- Minière
- Nieya
- Oglione
- Paillon (les Paillons)
- Raton
- Réfréi
- Riou
- Rioulan
- Roudoule
- Roya
- Siagne
- Tinée
- Tuébi
- Valmasque
- Var
- Vésubie
- Vionène

### Podnebje
Zaradi podnebja je Azurna obala postala znana. Trenutni departma Alpes-Maritimes pa nima samo enega podnebja, zapleten teren in visoke gore delijo departma med tistimi, ki so dobro izpostavljeni (južna stran) in tistimi, ki so manj (severna stran ) in tudi z blagim sredozemskim podnebjem so lahko močna neurja in dolgotrajne suše.
Obalno območje ima sredozemsko podnebje (padavine jeseni novembra in predvsem spomladi februarja, poleti suša, mile zime in suho poletje). Notranjost, zlasti na severu, ima gorsko podnebje (pozimi precej jasno, poleti nevihte). V okolici Cannesa je posebno topla mikroklima zaradi visokih hribov, ki segrevajo zrak, ki se spušča v mesto.
Ena od zanimivosti departmaja je njegova stopnja sonca: več kot 300 dni na leto. Kljub temu je departma tudi najbolj nevihten v Franciji s povprečno 70 do 90 nevihtnimi dnevi na leto, ki izhajajo iz razlik v temperaturi zaradi toplega morja jeseni.
Takoj, ko se oddaljite od obale, proti zahodu departmaja, notranjim nižinam (zlasti blizu Grassa), je podnebje nekoliko manj zmerno, a enako sončno. Poleti temperatura zelo zlahka preseže 30 °C, medtem ko je povprečje le 27 °C ob obali Nice julija in avgusta. V notranjosti pozimi je možna občasna zmrzal, za razliko od Nice in ostale obale, kjer je pozeba zelo redka.
Na vzhodu departmaja, za razliko od zahoda, ni nižin. V regiji Menton se nadmorska višina zelo hitro povečuje v notranjosti, zato morje veliko bolj kali ozračje: najvišja poleti je povprečno 25 °C, zime pa so milejše kot v notranjosti in zmrzal je zelo redka.
Tudi ob obali je sneg redek, vendar se zgodi, da redke snežne padavine presenetijo prebivalce Azurne obale (v povprečju vsakih 5–7 let), kot se je to zgodilo pozimi 2004–2005, ko se je prebudilo mesto Nica z nekaj centimetri snega, kar pogosto povzroča težave v prometu. Nedavno, februarja 2010, so v Cannesu izmerili več kot 10 centimetrov snega, v regiji Grasse pa skoraj 30 centimetrov.
Na severu departmaja je podnebje v Alpah gorsko in od konca novembra do konca aprila je spodobna snežna odeja.

### Pododdelki
Alpes-Maritimes je razdeljen na dve okrožji: Grasse in Nica, sedemindvajset kantonov in 163 občin.
Od 1. januarja 2014 je bilo sedem medobčin:
Štiri strnjene skupnosti:
- Communauté d'agglomération de Sophia Antipolis
- Communauté d'agglomération Cannes Pays de Lérins
- Communauté d'agglomération du Pays de Grasse
- Communauté d'agglomération de la Riviera Française

Ena metropola:
- Métropole Nica Côte d'Azur.[8]

Dve komunautés de communes:
- Communauté de communes du Pays des Paillons [fr]
- Communauté de communes Alpes d'Azur [fr]

## Zgodovina
Rimsko vojaško okrožje Alpes Maritimae je ustanovil Avgust leta 14 pr. n. št. Popolna rimska provinca je postal sredi 1. stoletja našega štetja, s prestolnico najprej v Cemenelumu (danes Cimiez, predmestje severno od Nice) in nato v Embrunu. V svojem največjem obsegu leta 297 n. št. je provinca segala na sever do Digna in Briançona.
Departma Alpes-Maritimes, ki ga je med francoskimi revolucionarnimi vojnami osvojila Prva francoska republika, je bil prvič ustanovljen leta 1793 z drugačnimi mejami od meja sodobnega departmaja. Leta 1793 je Alpes-Maritimes vključeval Monako (Port Hercules), ne pa tudi Grasse, ki je bil takrat del departmaja Var kot zgodovinskega dela Francije. Leta 1805 je bil San Remo (San Rème) vključen po razpadu Ligurske republike. Leta 1812 je imel departma tri okrožja z naslednjimi kantoni:
- Nica, kantoni: Nica (2 kantona), Aspremont, La Brigue, Menton, Monako, Roquebillière, Saint-Sauveur-sur-Tinée, Saorge, L'Escarène, Sospel, Utelle in Villefranche-sur-Mer.
- Sanremo, kantoni: Sanremo, Bordighera, Dolceacqua, Pigna, Taggia, Triora in Ventimiglia.
- Puget-Théniers, kantoni: Puget-Théniers, Beuil, Gilette, Guillaumes, Roquestéron, Saint-Étienne-de-Tinée in Villars-sur-Var.

Prebivalstvo departmaja je leta 1812 znašalo 131.266, njegova površina pa je bila 3226,74 kvadratnih kilometrov, kar je pokrivalo današnje okrožje Nice, kneževina Monako in pokrajina Imperia.
Leta 1814, ob koncu napoleonskih vojn, je Dunajski kongres ozemlje vrnil Savojski kroni.
Leta 1860 se je Camillo Benso, grof Cavour, eden od arhitektov italijanske enotnosti s Kraljevino Piemont-Sardinija, pogajal o podpori Napoleona III. v zameno za Savojo in grofijo Nica, kot je določeno v Turinskem sporazumu (1860). Priključitev je 15. in 16. aprila 1860 potrdilo 30.712 moških volivcev, vpisanih v 89 občin grofije Nica, ki so prvič imeli splošno volilno pravico moških s plebiscitom. Za ponovno združitev s Francijo je glasovalo 83,8 % registriranih volivcev in 99,2 % glasov.[10]
Novi departma Alpes-Maritimes je bil sestavljen iz nekdanje grofije Nice, razdeljene na okrožje Nica in okrožje Puget-Théniers (obe okrožji sta obstajali v nekdanjem departmaju (1793–1814)) in del departmaja Var, ki je tvorilo okrožje Grasse. Vendar grofija Nica ni vključevala Tende in La Brigue, ki sta bila še vedno del Piemonta-Sardinije.
Zaradi gospodarskih razlogov je bilo okrožje Puget-Théniers leta 1926 združeno z okrožjem Nica. Od takrat ima departma dve okrožji.
Leta 1947 sta v skladu s Pariško pogodbo in kot izid referenduma, ugoden za njuno priključitev Franciji, občini Tende in La Brigue (tudi deli občin v visokih dolinah Vésubie in Tinée: del občine Isola), ki leta 1860 niso bili predani Franciji, so bili priključeni departmaju.

## Demografija
Ko je Nica leta 1860 postala del Francije, je bila še vedno majhno mesto; departma je imel manj kot 200.000 prebivalcev. Vendar je prebivalstvo hitro naraslo s 300.000 na začetku 20. stoletja na več kot milijon. Prebivalstvo se stara zaradi števila upokojencev, ki se selijo na obalo.
Prebivalstvo je zdaj skoncentrirano v urbani regiji, ki vključuje Antibes, Cannes, Grasse, Nico in Menton in predstavlja 90 % celotnega prebivalstva.
Leta 2017 je imel departma 1.083.310 prebivalcev, s čimer je bil 20. najbolj naseljeni departma v Franciji. Obstaja 163 občin, od tega 107 pod 2000 prebivalcev (kar predstavlja skupaj 60.065 prebivalcev), 38 od 2000 do 9999 prebivalcev (skupaj 171.935 prebivalcev), 13 med 10.000 in 49.999 prebivalci (skupaj 263.102 prebivalcev), 4 med 50.000 in 199.999 prebivalcev (Antibes, Cannes, Cagnes-sur-Mer in Grasse, skupaj 248.191 prebivalcev) in ena z več kot 200.000 prebivalci (Nica, s 340.017 prebivalci). Leta 2017 je bila gostota prebivalstva 252 prebivalcev na kvadratni kilometer.
Po podatkih INSEE ima 39,5 % otrok, rojenih leta 2011 v departmaju Alpes-Maritimes, vsaj enega starša, rojenega v tujini (ne glede na državljanstvo), 15,4 % otrok pa ima očeta, rojenega v Severni Afriki.
Območje je znano tudi po izjemno veliki populaciji ljudi italijanskega porekla. Približno 40 % prebivalcev Alpes-Maritimes trdi, da so njihovi predniki izključno italijanski, kar 80 % prebivalcev pa lahko izsledi določeno stopnjo prednikov nazaj v Italijo, preden jo je v šestdesetih letih 19. stoletja priključila Francija.

## Gospodarstvo
Za gospodarstvo Alpes-Maritimes je značilen pomen terciarnega sektorja. Oddelek ima poleg turizma in tradicionalnih storitev relativno visoko raven korporativnih raziskav in višjo raven storitev. Kmetijstvo je majhnega pomena, industrija pa ima razmeroma majhno vlogo, čeprav se je razširila v dejavnosti z visoko tehnološko vrednostjo. Sektor gradbeništva in javnih del je zelo pomemben. Gospodarstvo je zelo občutljivo na spremembe v nacionalni in mednarodni situaciji. Stopnja brezposelnosti je 9,1-odstotna.
Po podatkih INSEE je leta 2005 BDP na prebivalca Alpes-Maritimes znašal 27.723 evrov, kar ga je uvrstilo med trinajsti najvišji departma v Franciji. BDP je znašal 29,6 milijarde evrov. Po podatkih Eurostata, BDP na prebivalca po tržnih cenah v letu 2008 je imel departma 30.700 evrov BDP na prebivalca, kar ga uvršča tudi na trinajsto mesto v Franciji.

## Turizem

### Obala
Prisotnost Sredozemskega morja in francoskih Alp pod milim nebom je prednost eni prevladujoči dejavnosti: turizmu, ki zagotavlja 64.000 delovnih mest neposredno v Alpes-Maritimes. Samo za mesto Nica turistični promet predstavlja 12 do 13 % delež celotnega turističnega trga v Franciji. Glavno mesto Azurne obale je peto najbolj naseljeno mesto v Franciji. Mesto Nica ima tudi drugo največje letališče v Franciji (letališče Nice Côte d'Azur), takoj za Parizom in tremi letališči Roissy, Orly in Le Bourget. Skozi letališče v Nici potuje skoraj 13,5 milijona potnikov na leto.
Obala, kjer prebiva večina prebivalstva, je eden najbolj priljubljenih delov sveta s številnimi zanimivostmi:
- Obmorska letovišča (Théoule-sur-Mer, Mandelieu-la-Napoule, Cannes, Golfe-Juan, Juan-les-Pins, Antibes, Cagnes-sur-Mer, Nica, Villefranche-sur-Mer, Beaulieu-sur-Mer, Èze -sur-Mer, Cap d'Ail, Roquebrune-Cap-Martin in Menton)
- Kongresna mesta, ki poslujejo skozi vse leto, sta Cannes s svojo festivalsko palačo in Nica z akropolo.

Območje v notranjosti živahne francoske riviere je odlično izhodišče za številne športe na prostem: kolesarjenje, gorsko kolesarjenje, smučanje, hoja, plezanje, kanjoning, vožnja s kanujem, rafting, ribolov, jahanje, pustolovski parki, jamarstvo in območje ima prvo kdaj pod zemljo po ferati. Območje ima mednarodno znana letovišča za jadralno padalstvo in zmajarstvo Col-de-Bleyne, Gourdon, Gréolières in Lachens.

### Gore
V gorah smučanje in pohodništvo oživljata Saint-Étienne-de-Tinée (Auron), Beuil, Péone (Valberg), Saint-Martin-Vésubie, Isola, Gréolières, Peïra-Cava, Col de Turini in Turini-Camp d'argent v gorah Authion.

### Drugo
Leta 2020 je bilo 25,3 % razpoložljivih stanovanj v departmaju sekundarnih domov.

## Kultura
Kulturno življenje je bogato in v celoti opisano v dnevnem regionalnem časopisu Nice-Matin in napovedano v tedenski prilogi JV sreda. Nekateri dogodki so:
- Filmski festival v Cannesu, letni filmski festival
- Marché du Film, ki poteka vsako leto v povezavi s filmskim festivalom v Cannesu
- Midem, letni sejem glasbene industrije v Cannesu
- Cannes Lions International Festival of Creativity, dogodek oglaševalske in kreativne komunikacijske industrije
- Jazz festival v Nici
- Karneval v Nici

Muzeji:
- Musée Picasso (Antibes)
- Concrete art v Mouans-Sartoux
- Narodni muzej Fernanda Légerja
- muzeja Chagall in Matisse v Nici
- Muzej moderne in sodobne umetnosti (MAMAC) prav tako v Nici

## Zanimivost
Asteroid 100122 Alpes Maritimes je poimenovan v čast departmaja ob tisočem odkritju z njegovega ozemlja.